# Bela Chotenasjvili
Bela Chotenasjvili (Georgisch: ბელა ხოტენაშვილი) (Telavi, 1 juni 1988) is een Georgisch schaakster. Sinds 2013 is ze een grootmeester (GM). Ze nam deel aan het Wereldkampioenschap schaken vrouwen in 2012, 2015 en 2017. 

## Schaakcarrière
Chotenasjvili won in 2004 het Wereldkampioenschap schaken voor jeugd in de categorie meisjes tot 16 jaar.
In 2009 won ze het toernooi om de Maia Tsjiboerdanidze Cup, door via de tiebreak-score te eindigen boven Lela Dzjavachisjvili. In 2011 werd ze gedeeld eerste met Nino Batsiasjvili in het groep D toernooi op het 9e Khazar International Open in Rasjt, Iran. Chotenasjvili won in 2012 het Georgisch schaakkampioenschap voor vrouwen.
In 2013 and 2014 nam Chotenasjivili deel aan de FIDE Grand Prix voor vrouwen, als vertegenwoordigster van de organiserende stad Tbilisi, de hoofdstad van Georgië. Ze won de eerste ronde van het toernooi, in Genève. Hiermee behaalde ze haar derde en laatste grootmeesternorm. In december 2014 won ze de prijs voor de beste vrouw in het eerste Qatar Masters Open toernooi. In 2016 nam Chotenasjvili opnieuw deel aan de FIDE Grand Prix voor vrouwen.  In 2017 won ze voor de tweede keer het Georgisch schaakkampioenschap voor vrouwen.

## Resultaten in schaakteams
Chotenasjvili speelde met het nationale team van Georgië in de Schaakolympiade voor vrouwen sinds 2010, in het Wereldkampioenschap schaken voor landenteams voor vrouwen sinds 2011, en het Wereldkampioenschap schaken voor landenteams voor vrouwen sinds 2009. Ze won twee gouden medailles, een team-medaille en een individuele medaille als de beste speelster aan het eerste bord, op het WK landenteams voor vrouwen in 2015 in Chengdu, China. Met het Georgische vrouwenteam won ze de zilveren medaille op het EK landenteams in 2009, en bronzen medailles op de 39e Schaakolympiade in 2010 en op het WK landenteams in 2011.
In de European Chess Club Cup voor vrouwen, won ze met het team "Nona" uit Batoemi in 2014 en 2015 de gouden medaille, en in 2016 de zilveren medaille.
In 2016 werd ze met het Georgische vrouwenteam tiende op de in Bakoe gehouden 42e Schaakolympiade; ze speelde aan het tweede bord.

## Persoonlijk leven
Ze studeerde af aan de Staatsuniversiteit van Tbilisi en ging vervolgens studeren aan de Technische Universiteit van Georgië.

## Externe koppelingen
- (en)   Informatie over schaakpartijen van Bela Chotenasjvili op ChessGames.com
- (en)   Informatie over schaakpartijen van Bela Chotenasjvili op 365chess.com
- (en)  FIDE-ratinggegevens voor Bela Chotenasjvili